# دیو واگستاف
دیو واگستاف (انگلیسی: Dave Wagstaffe; ۵ آوریل ۱۹۴۳ – ۶ اوت ۲۰۱۳) بازیکن فوتبال اهل بریتانیا بود.
از باشگاه‌هایی که در آن بازی کرده‌است می‌توان به باشگاه فوتبال ولورهمپتون واندررز، باشگاه فوتبال منچستر سیتی، باشگاه فوتبال بلکبرن روورز، و باشگاه فوتبال بلکپول اشاره کرد.